# Harm (voornaam)
Harm is een voornaam. De naam komt vanouds voor in het Nedersaksisch taalgebied, Noordoost-Nederland en Noord-Duitsland. Harm is afgeleid van de oude Germaanse naam Herman. Dit is een samentrekking van de beide Germaanse woorden heri (betekent "Heer") en man. De naam betekent krijger, legerheld of (leger)aanvoerder. Van "Harm" zijn de patroniemen Harms, Harmsen en Harmssen afgeleid.

## Varianten
De volgende namen (o.a.) zijn varianten of afgeleiden van Harm:
- Harmen, Harmannus

Harmanna, Harmine, Herma zijn een vrouwelijke varianten van de naam.

## Bekende naamdragers

### Harm
- Harm Edens, Nederlands presentator
- Harm Kuipers, Nederlands wetenschapper en schaatskampioen
- Harm Lagaaij, Nederlands auto-ontwerper
- Harm Ottenbros, Nederlands wielrenner
- Harm Wiersma,  Nederlands dammer

### Harmen
- Harmen Sickinghe, Nederlands hoofdeling en politicus
- Harmen Siezen, Nederlands televisiepresentator
- Harmen Veerman, Nederlands zanger